# Gustave III
Pour les articles homonymes, voir Gustave de Suède (homonymie).
 (février 2017).
Si vous disposez d'ouvrages ou d'articles de référence ou si vous connaissez des sites web de qualité traitant du thème abordé ici, merci de compléter l'article en donnant les références utiles à sa vérifiabilité et en les liant à la section « Notes et références ».
Gustave III de Suède (en suédois : Gustav III av Sverige), né le 24 janvier 1746 à Stockholm (Suède) et mort assassiné le 29 mars 1792 dans la même ville, fut roi de Suède et grand-duc de Finlande du 12 février 1771 jusqu'à son assassinat.
Pendant ce temps, il devint l'un des principaux partisans d'une politique connue sous le nom d'« absolutisme éclairé », où il épousa les idéaux des Lumières tout en augmentant sa propre puissance et autocratie. À cette fin, il devint un mécène des arts suédois, réduisit le pouvoir et la corruption de la noblesse et introduisit des réformes pour libéraliser l'économie. Dans le même temps, il accumula un énorme pouvoir personnel et sévit contre la liberté de la presse.
La Suède avait perdu ses possessions baltes pendant la grande guerre du Nord avec la Russie au début du XVIIIe siècle, et bien qu'il ait eu un certain succès militaire, Gustave III ne réussit pas à reprendre les territoires dans une guerre avec la Russie en 1788-90. Dans d'autres domaines de la politique étrangère, Gustave III fut le premier chef d'État neutre au monde à reconnaître l'indépendance des États-Unis en 1782 et assista militairement les rebelles. Il tenta également de former des alliances visant à restaurer Louis XVI sur le trône français après la Révolution française en 1789.
Alors qu'il réduisait le pouvoir des nobles et imposait son absolutisme, de nombreux nobles en Suède commencèrent à mépriser le roi et complotèrent activement contre lui. Le 16 mars 1792, alors que le roi assistait à un bal masqué à l'opéra royal de Stockholm, l'assassin Jacob Johan Anckarström tira sur le roi dans le dos. Gustave III mourut treize jours plus tard d'une septicémie.

## Histoire
Fils d'Adolphe-Frédéric de Suède et de Louise-Ulrique de Prusse, une des sœurs cadettes de Frédéric de Prusse, il épouse en 1766 sur proposition du Parlement mais contre l'avis de sa mère Sophie-Madeleine de Danemark, fille du roi Frédéric V. Il est initié aux Lumières par le francophile Carl Gustaf Tessin et entretient une correspondance avec Voltaire.
C'est lors d'un voyage qu'il effectue à Paris et à Versailles du 4 février au 24 mars 1771, que le jeune prince âgé de 25 ans apprend la mort de son père. Avant de repartir pour la Suède, un souper est organisé au cours duquel il remet officiellement un collier de diamants à la petite chienne de salon de la comtesse du Barry, favorite du roi Louis XV, afin de concrétiser le soutien qu'il compte recevoir de la France. Rentré au pays, la première mesure qu'il prend est de protéger sa mère en renforçant sa garde, tant il la sait impopulaire.
Cependant, la Suède est alors gouvernée par un Parlement qui possède le pouvoir depuis la constitution de 1719, et qui se déchire entre faction francophile (les Chapeaux) et faction russophile (les Bonnets). Le roi a peu de pouvoir politique.
Gustave III effectue un coup d’État en août 1772 au moment où le pays s'apprête à sombrer dans l'anarchie. Soutenu par sa mère, l'armée et le peuple, il fait arrêter les membres du Riksdag et du rad. Il règne dès lors en despote éclairé, en réorganisant la justice et les finances et en abolissant la torture. Il encourage l'enseignement primaire, améliore la condition paysanne, amorce le remembrement des sols et institue la liberté de commerce des grains.
En revanche, ses relations avec sa mère, la reine douairière Louise-Ulrique, s'enveniment.
Gustave III est un souverain francophile, adepte de la philosophie des Lumières et patron des arts. En 1773, il crée la première troupe d'opéra de Suède et fait bâtir le premier opéra royal de Stockholm, qui sera inauguré en 1782.
En 1786 il fonde l'Académie suédoise, dont il rédige lui-même en grande partie le règlement, en lui assignant des missions calquées sur celles de l'Académie française, et en premier lieu de veiller « à la pureté, à la force et à la noblesse de la langue suédoise. »

## La reine douairière et le scandale de 1778
Femme de pouvoir, la reine douairière — qui avait tenté, en vain, de faire renverser le Parlement en 1756 — pensait que son fils gouvernerait avec elle. Or Gustave III fait preuve d'indépendance, ainsi qu'il le montre dès 1775 quand il autorise son frère cadet et héritier Charles, duc de Södermanie, à épouser la princesse de Holstein-Gottorp, proche parente de la tsarine Catherine II, alors que la reine douairière mettait en avant une de ses nièces prussiennes.
D'ailleurs, la reine douairière, qui donne son affection à ses deux cadets, le prince Frédéric-Adolphe et la princesse Sophie-Albertine (qui resteront célibataires), apprécie peu ses belles-filles. Elle trouve l'épouse de son fils Gustave III, la reine Sophie-Madeleine, trop timide et trop froide, et la duchesse de Södermanie trop frivole. De plus, aucune des deux ne semble capable de donner un héritier à la couronne.
En effet, après 11 ans de mariage, le couple royal n'a toujours pas d'enfant, et le duc de Södermanie reste l'héritier putatif de son frère.
En 1778, après douze ans de mariage, la reine Sophie-Madeleine accouche enfin d'un fils, le futur Gustave IV de Suède. Des rumeurs, colportées par les frères du roi chez la reine-mère Louise-Ulrique, prétendent alors que le père de cet enfant est le comte Munck (en), que la cour dit épris de la reine. Le scandale est immense : la reine-mère a une violente altercation avec son fils et la famille royale se trouve divisée, avant que le roi n'oblige ses frères et sa mère à déclarer, ouvertement et par écrit, qu'ils croient sincèrement en la légitimité du petit prince royal. La reine-mère est exilée et ne reparait plus à la cour. Le roi ne se réconciliera avec elle que sur son lit de mort (elle meurt en 1782 au château de Svartsjö).
Cette année-là, le roi et la reine ont un autre fils, Charles, duc de Småland, mais le petit prince meurt en bas âge l'année suivante.

## Le renforcement du pouvoir
Depuis 1780, le roi est membre de la franc-maçonnerie.

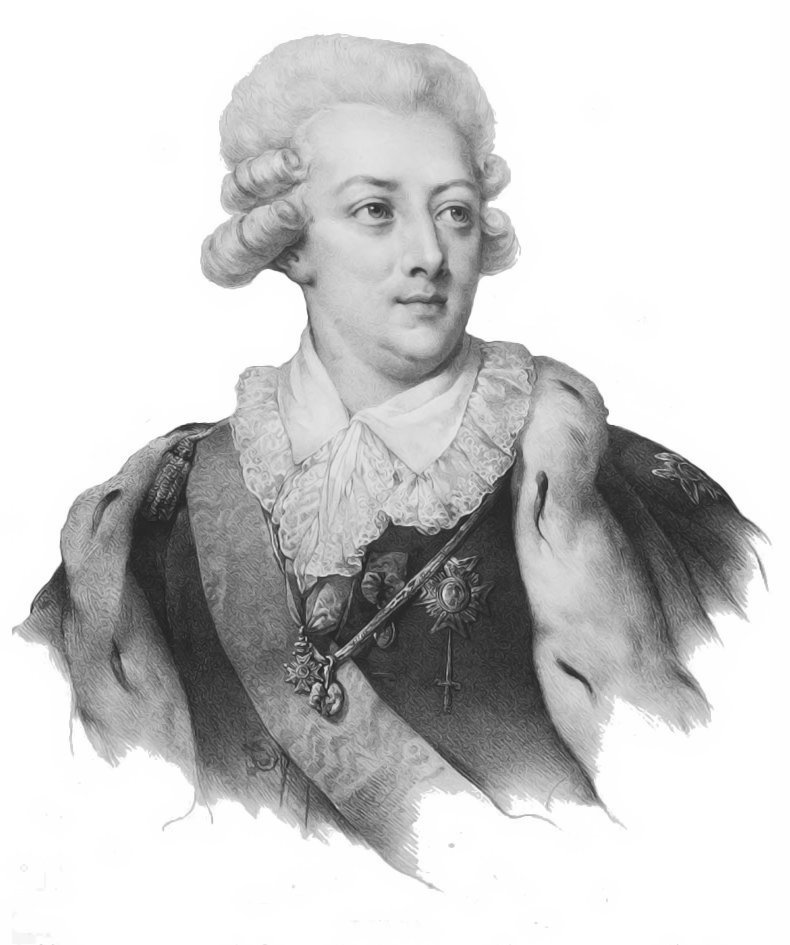
Gustave III de Suède.

Désireux de renforcer ses liens avec la France et de donner à la Suède un empire colonial, Gustave III se fait céder par la France l'île de Saint-Barthélemy contre un droit d'entrepôt à Göteborg en 1784. Les Suédois font de Saint-Barthélemy un port franc en 1785. En hommage au roi de Suède, le principal bourg de l'île (Le Carénage) est renommé Gustavia vers 1787. Les bonnes relations que le roi entretenait avec la France furent rompues lors de la Révolution française.
En 1789, pour lutter contre la noblesse, Gustave III renforce son pouvoir absolu par « l'Acte d'Union et de Sécurité », qui accorde à tous les Suédois l'égalité des droits, dont l'accès aux fonctions publiques.

## La réaction nobiliaire

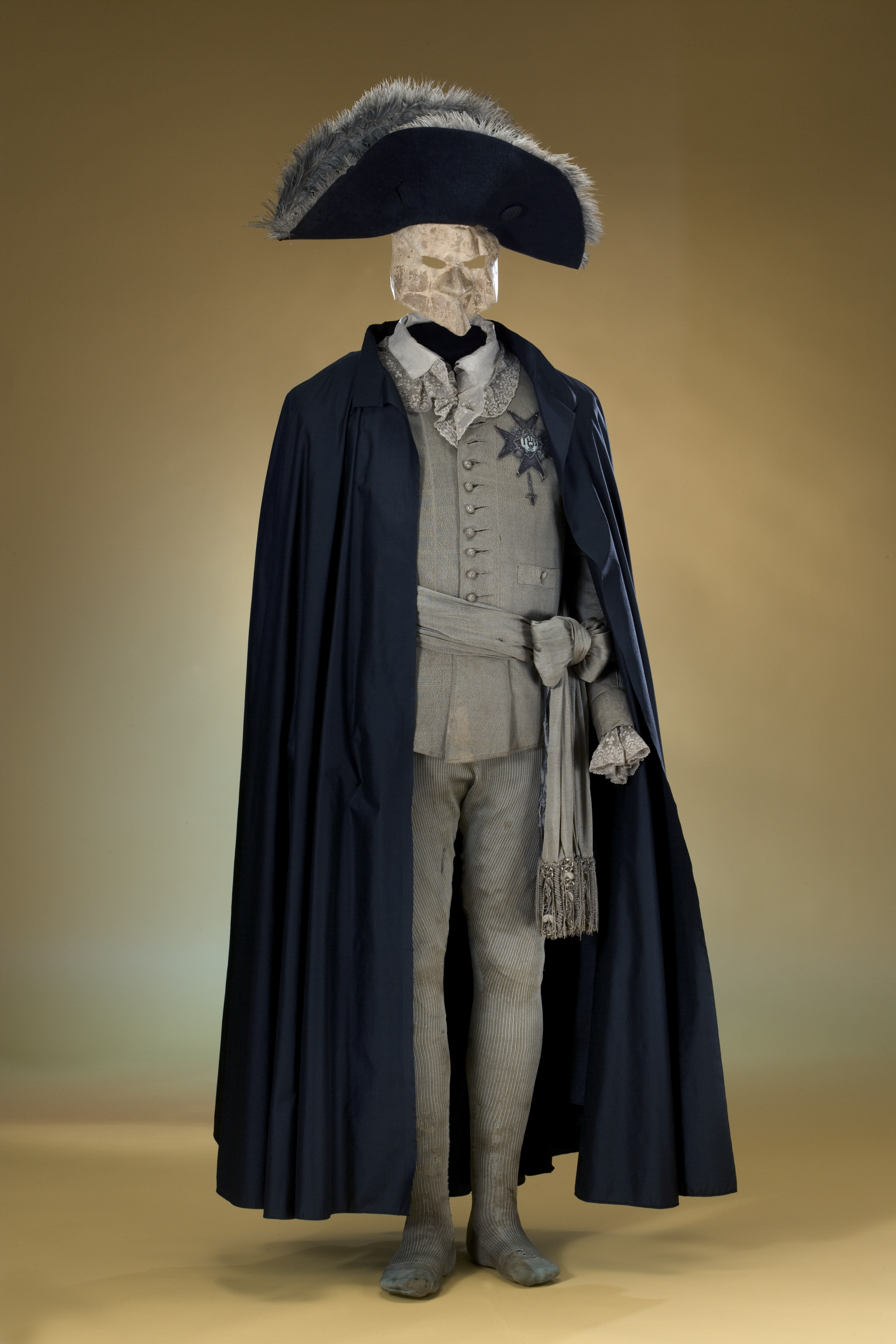
Costume porté par Gustave III lors du bal masqué au cours duquel il fut assassiné.

La noblesse fomente alors un complot. Le 16 mars 1792, au cours du bal masqué de l'opéra royal de Stockholm, le roi est blessé d'un coup de pistolet par Jacob Johan Anckarström. Il meurt quelques jours plus tard, le 29 mars, la blessure s'étant infectée. Son fils Gustave IV Adolphe lui succède, sous la régence du prince Charles, duc de Södermanie. Mis en jugement, Anckarström est décapité après avoir eu la main coupée le 27 avril 1792.
La reine consort Sophie-Madeleine meurt en 1813, après avoir été témoin de la destitution de son fils Gustave IV et de ses petits-enfants en 1809, au profit de son beau-frère Charles XIII, puis de l'élection en 1810 comme prince héritier au trône de Suède d'un militaire français issu des rangs de la Révolution française, puis maréchal de l'Empire français : Jean-Baptiste Bernadotte, qui règne officiellement à partir de 1818 sous le nom de Charles XIV.

## Généalogie
Gustave III de Suède appartient à la première branche de la maison de Holstein-Gottorp, issue de la première branche de la maison d'Oldenbourg. Cette branche aînée de la maison de Holstein-Gottorp s'éteint en 1877 par les mâles, avec la mort de Gustave d'Ittenbourg, prince de Vasa, fils aîné de Gustave IV Adolphe de Suède, et en 1907 par les femmes, avec le décès de la princesse Caroline de Vasa, épouse du roi Albert de Saxe.

## Descendance
Le roi Gustave III épouse le 4 novembre 1766 à Stockholm la princesse Sophie-Madeleine de Danemark. De cette union naquirent deux enfants :
- Gustave (1778 – 1837), roi de Suède de 1792 à 1809 ;
- Charles-Gustave (1782 – 1783), duc de Småland.

Armoiries du prince Charles-Gustave, duc de Småland.

## Représentations dans la culture populaire
Le 4 juin 1784, une des premières montgolfières, qui emporta Élisabeth Tible la première femme de l'histoire de l'aéronautique, fut baptisée en son honneur La Gustave. Il assista à son décollage à Lyon.
En 1833, Daniel-François-Esprit Auber compose l'opéra Gustave III, ou Le Bal Masqué rendant hommage à l'action du roi de Suède et relatant les événements liés à son assassinat. Il est probable qu'Auber soit le premier compositeur à avoir abordé ce sujet, puisque la création de Gustave III eut lieu en 1833 au Grand Opéra de Paris. Giuseppe Verdi n'avait alors que 20 ans.
En 1859, Giuseppe Verdi compose Un ballo in maschera (Un bal masqué), dont l'assassinat de Gustave III est à l'origine de l'intrigue (la version non censurée par les autorités autrichiennes portait d'ailleurs le titre Gustavo III ; elle a été éditée en 2003 par Dynamic). L'opéra, sur un livret d'Antonio Somma, est créé au Teatro Apollo de Rome le 17 février 1859.
En 1775, Linné rend hommage à Gustave III en lui dédiant le nom d'un arbre : Gustavia augusta.

## Lieu d’inhumation
Le roi Gustave III fut inhumé dans la crypte située sous la chapelle Gustave-Adolphe de l’église de Riddarholmen à Stockholm.

## Titres et honneurs

### Titulature
- 25 mars 1751 – 12 février 1771 : Son Altesse Royale le prince héritier Gustave de Suède.
- 12 février 1771 – 29 mars 1792 : Sa Majesté le roi Gustave III de Suède.

### Armes
Le roi Gustave III était grand maître de l’ordre des Séraphins et ses armoiries sont exposées dans l’église de Riddarholmen :
| Blason | Blasonnement : Écartelé : à la croix pattée d'or, qui est la Croix de Saint-Eric, cantonnée en 1 et 4, d'azur à trois couronnes d'or posées 2 et 1 qui est de Suède moderne, en 2 et 3, d'azur, à trois barres ondées d'argent, au lion couronné d'or armé et lampassé de gueules, brochant sur le tout, qui est de Suède ancien, sur-le-tout écartelé : 1, de gueules, au lion couronné d'or, tenant dans ses pattes une hallebarde d'argent, emmanchée du second; 2, d'or, à deux lions léopardés d'azur, armés et lampassés de gueules (de Schleswig) ; 3, de gueules, à la feuille d'ortie d'argent (de Holstein) ; 4, de gueules, au cygne d'argent, becqué, membré et colleté d'une couronne d'or (de Stormarn ; enté en pointe de gueules, au cavalier armé d'argent (de Dithmarse) ; sur-le-tout-du-tout, écartelé d'or à deux fasces de gueules (de Oldenbourg) et d'azur, à la croix pattée, au pied fiché d'or (de Delmenhorst). |